# Selecció de bàsquet de Luxemburg
La selecció de bàsquet de Luxemburg és l'equip format per jugadors de nacionalitat luxemburguesa que representa a la Federació Luxemburguesa de Bàsquet a les competicions internacionals organitzades per la Federació Internacional de Bàsquet (FIBA), la FIBA Europa o el Comitè Olímpic Internacional (COI) com els Jocs Olímpics, el Campionat del Món i l'EuroBasket.

## Classificacions

### Campionat d'Europa
- 1946 - 8
- 1951 - 17
- 1955 - 15

### Campionat d'Europa (divisió B)
- 2005 - eliminat a la fase de grups
- 2007 - eliminat a la fase de grups
- 2009 - eliminat a la fase de grups
- 2011 - eliminat a la fase de grups

### Campionat d'Europa (divisió C)
- 1988 - 4
- 1990 -  3
- 1992 -  2
- 1994 - 4
- 2004 -  2

### Campionat dels petits estats d'Europa
- 1995 -  2[1]
- 2003 -  3
- 2005 -  3
- 2007 -  2
- 2009 -  2
- 2015 -  3